# Браднелл-Брюс, Томас, 1-й граф Эйлсбери
Томас Браднелл-Брюс, 1-й граф Эйлсбери (англ. Thomas Brudenell-Bruce, 1st Earl of Ailesbury; 30 апреля 1729 — 19 апреля 1814) — британский дворянин и придворный, именовавшийся достопочтенным Томасом Браднеллом с 1729 по 1747 год и лордом Брюсом из Тоттенхэма с 1747 по 1776 год.

## История и образование
Урожденный Томас Браденелл, он был младшим сыном Джорджа Браднелла, 3-го графа Кардигана (1685—1732), и леди Элизабет Брюс (1689—1745). Он был младшим братом Джорджа Монтегю, 1-го герцога Монтегю (1712—1790), Джеймса Браднелла, 5-го графа Кардигана (1725—1811), и достопочтенного Роберта Браднелла (1726—1768). Он получил образование в Винчестерском колледже.
В феврале 1747 года, в возрасте 17 лет, он сменил своего дядю, Чарльза Брюса, 4-го графа Элгина и 3-го графа Эйлсбери (1682—1747), на посту 2-го барона Брюса из Тоттенхэма. В 1767 году он принял по королевской лицензии дополнительную фамилию Брюс.

## Общественная жизнь
Лорд Брюс служил лордом опочивальни короля Великобритании Георга III, а в мае 1776 года ненадолго стал губернатором принца Уэльского и принца Фредерика. В июне 1776 года он был назначен 1-м графом Эйлсбери в графстве Бакингемшир (титул был восстановлен после смерти его дяди). Впоследствии он служил лордом-лейтенантом Уилтшира с 1780 по 1782 год, лордом-камергером королевы Шарлотты с 1780 по 1792 год и казначеем королевы Шарлотты с 1792 по 1814 год.
29 ноября 1786 года он был произведен в кавалеры Ордена Чертополоха.

## Семья

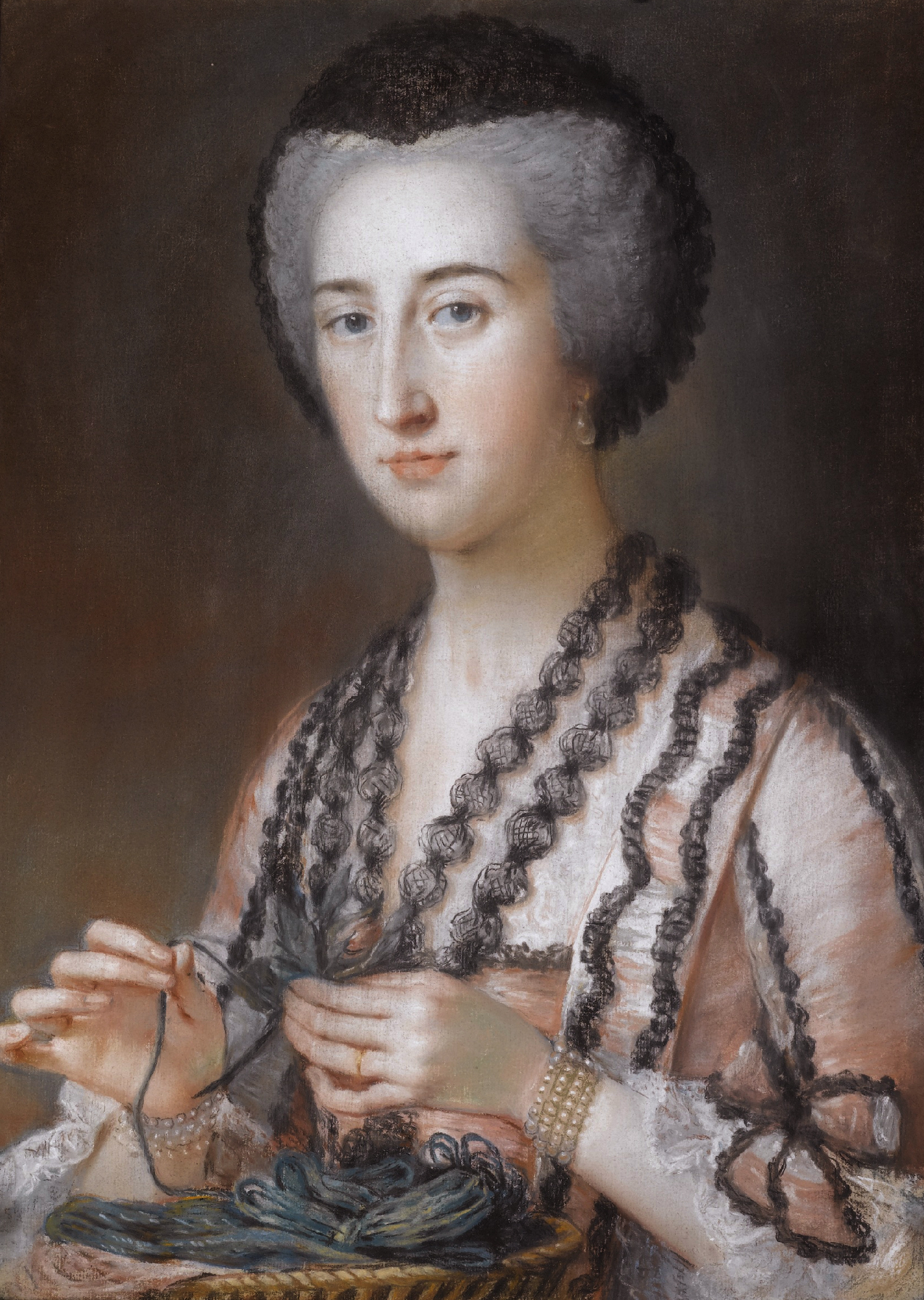
Сюзанна Хоар (1732—1783), первая супруга Томаса Браднелла-Брюса, 1-го графа Эйлсбери

17 февраля 1761 года лорд Эйлсбери женился первым браком на Сюзанне Хоар (15 апреля 1732 — 4 февраля 1783), дочери банкира Генри Хоара (1705—1785) и вдове Чарльза Бойла, виконта Дангарвана (1728—1759). Её единственным ребенком от первого брака была Генриетта О’Нил (1758—1793), впоследствии успешная поэтесса. У графа и графини Эйлсбери было пятеро детей:
- Леди Кэролайн Энн Браднелл-Брюс (? — 1824), умерла незамужней.
- Джордж Браднелл-Брюс, лорд Брюс (23 марта 1762 — 28 марта 1783), умер неженатым.
- Леди Фрэнсис Элизабет Браднелл-Брюс (1765—1836), с 1799 года замужем за сэром Генри Райт-Уилсоном (? — 1832), депутатом парламента от Сент-Олбанса.
- Достопочтенный Чарльз Браднелл-Брюс (7 марта 1767 — 22 января 1768), умер в младенчестве.
- Чарльз Браднелл-Брюс, 1-й маркиз Эйлсбери (14 февраля 1773 — 4 января 1856), преемник отца.

Сюзанна, графиня Эйлсбери, умерла 4 февраля 1783 года. Лорд Эйлсбери женился во второй траз, 14 февраля 1788 года, на леди Энн Элизабет Раудон (16 мая 1753 — 8 января 1813), старшей дочери Джона Раудона, 1-го графа Мойры. От этого брака детей не было. Она умерла 8 января 1813 года.
Лорд Эйлсбери умер на Симор-Плейс, Мейфэр, Лондон, в апреле 1814 года в возрасте восьмидесяти четырех лет. Ему наследовал титул графа его третий, но единственный оставшийся в живых сын Чарльз Браднелл-Брюс, который был назначен 1-м маркизом Эйлсбери в 1821 году.

## Рукописи
- correspondence and papers[4]
- papers[5]
- miscellaneous correspondence 1753—1809[6]
- 1796—1807 correspondence with Duke of Buccleuch[7]
- 1796—1807 Letters to Sir R J Buxton[8]
- correspondence with Lord Elgin[9]
- 1766—1768 — ten letters to Lord Rockingham.[10]